# Thliptodon antarcticus
Thliptodon antarcticus är en snäckart som beskrevs av Meisenheimer 1906. Thliptodon antarcticus ingår i släktet Thliptodon och familjen Thliptodontidae. Inga underarter finns listade i Catalogue of Life.